# Вата

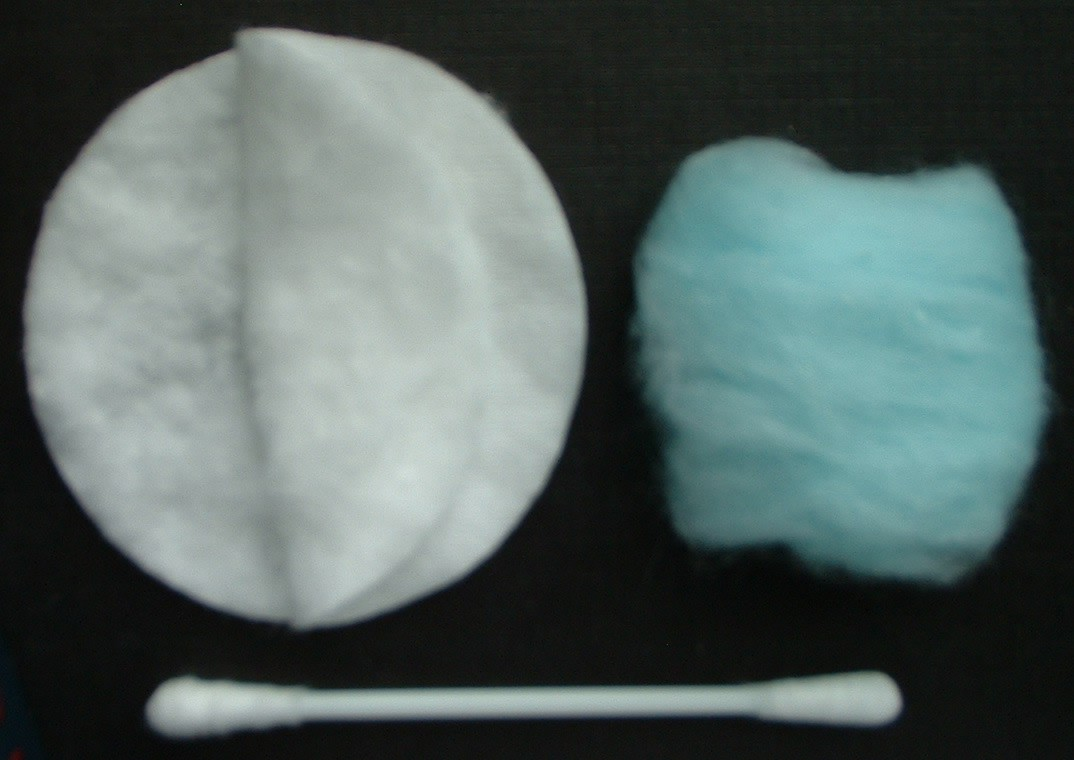
Бавовняна вата

Ва́та (нім. Watte) — пухнаста маса слабо переплетених між собою волокон.
За матеріалом вата буває природна (бавовняна, вовняна, шовкова, пухова, лляна, конопляна тощо), яка використовується, наприклад, при пошитті одягу, виготовленні гігієнічних матеріалів і штучна (целюлозна, скляна та інша), що використовується як теплоізоліяційний і звукоізоляційний матеріал, для фільтрації рідин та газів.

## Бавовняна вата
Бавовняна вата (лат. Gossypium hygroscopicum) — основний перев'язувальний матеріал, на 95 % складається з клітковини.

## Мінеральна вата

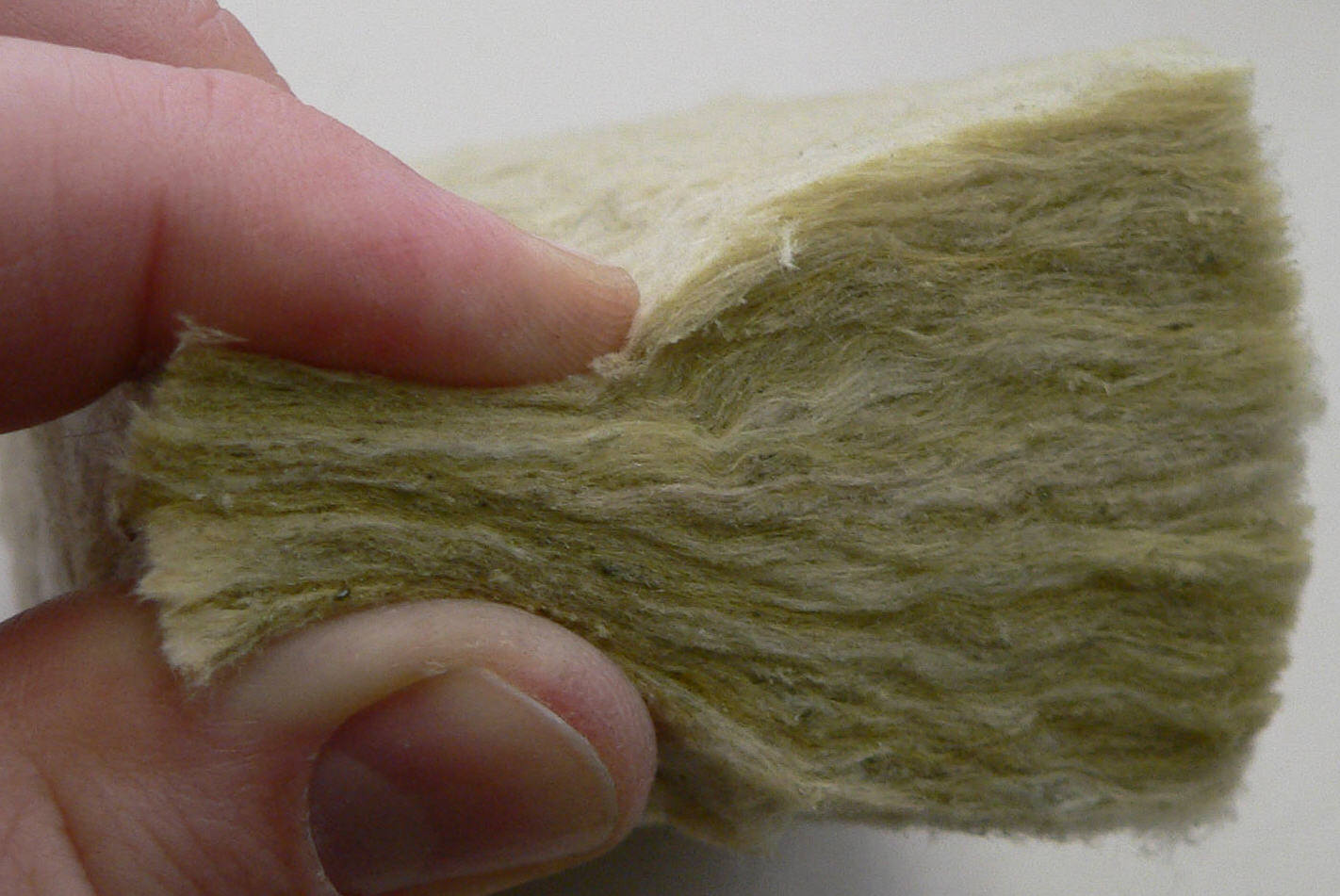
Мінеральна кам'яна вата

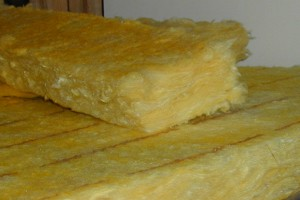
Скловата для теплоізоляції

Мінеральна вата — тонкі і гнучкі волокна, отримані при охолодженні попередньо подрібненого в краплі і витягнутого в нитки мінерального розплаву. Залежно від виду сировини мінеральна вата буває кам'яна, шлакова і скляна.

### Кам'яна вата
Камінна вата виготовляється із гірських порід — базальту, діабазу, доломіту.

### Шлакова вата
Шлакову вату виготовляють із шлаків чорної і кольорової металургії.
На якість мінеральної вати значною мірою впливає тип сполучення волокон — це фенол і карбомід. Для будівельних цілей переважно використовують вироби на фенольному сполучені, оскільки карбомідне — менш водостійке. Мінеральна вата негорюча і, відповідно, має високу тепло- і звукоізоляцію; має стійкість до температурних деформацій, негігроскопічність, хімічну і біологічну стійкість.

### Скляна вата
Скляна вата — за структурою подібна до мінеральної вати, тільки складається з скляних волокон. Для її виробництва використовують ту ж сировину, що і для звичайного скла, а також відходи скляної промисловості. Волокна скловати мають більшу товщину і в 2-3 рази більшу довжину в порівнянні з мінватою, тому вона володіє підвищеною пружністю і міцністю. Скловата практично не має неволокнистих складових, тим самим підвищуючи вібростійкість матеріалу. Але температуростійкість скловати стандартного складу значно нижче, ніж у мінвати — до 450 °C. Всі теплоізоляційні матеріали із скловолокна — хороші звукоізолятори, володіють високою хімічною стійкістю, не мають корозійних агентів, негігроскопічні, не виділяють токсичних і шкідливих речовин під дією вогню.

## Сталева вата

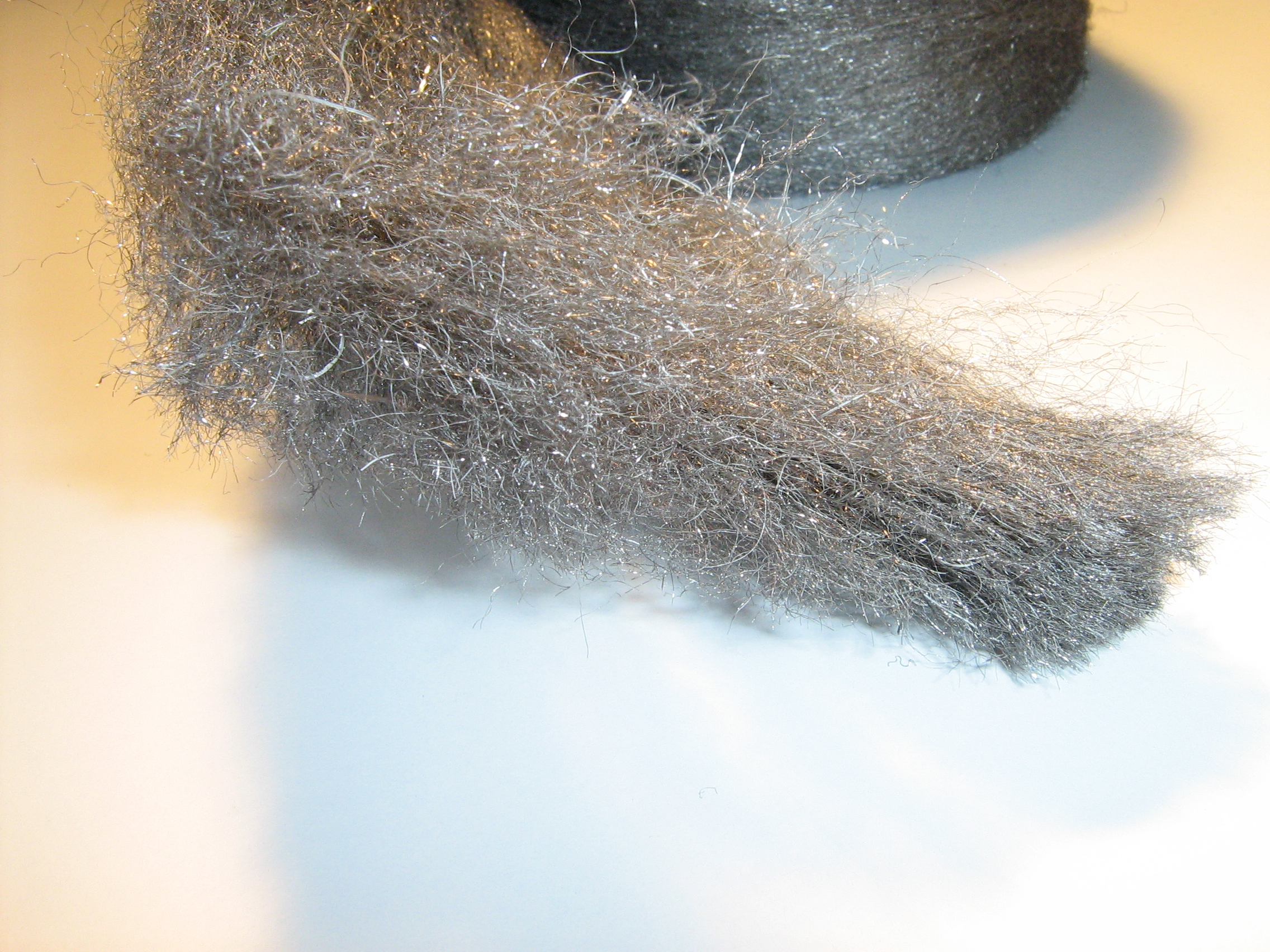
Сталева вата

Сталева вата (англ. steel wool), також відома як залізна вата (англ. iron wool) — пучок безладно сплутаних дуже тонких та гнучких сталевих ниток з гострими краями. Використовується як абразив для полірування дерев'яних або металевих предметів, очищення побутового посуду, чищення вікон й шліфування поверхонь.